# Тараканов, Николай Сергеевич
Никола́й Серге́евич Тарака́нов (27 января 1918 — 13 ноября 1993) — советский военнослужащий, заместитель командира по артиллерии 61-го гвардейского стрелкового полка, гвардии капитан. Герой Советского Союза.

## Биография
Родился 27 января 1918 года в селе Урей (ныне — в Темниковском районе Республики Мордовия). В 1933 году окончил 7 классов и с отцом уехал в Тбилиси. Здесь начал работать сортировщиком на складе обувной фабрики.
В мае 1939 года был призван в Красную Армию Тбилисским горвоенкоматом. Во время советско-финской войны 1939—1940 годов участвовал в боях на Карельском перешейке. В 1940 году окончил полковую школу.
Участник Великой Отечественной войны с июня 1941 года. Воевал на Западном, Волховском, Калининском, 1-м Прибалтийском, 3-м Белорусском фронтах, освобождал Великие Луки, Рудню, Витебск, Каунас, Шяуляй. Был трижды ранен. В мае 1942 года окончил курсы младших лейтенантов. В октябре 1942 вступил в ВКП(б)/КПСС. Вернувшись на фронт в июне 1943 года, командовал взводом, батареей и был начальником артиллерии полка.
На завершающем этапе войны гвардии капитан Тараканов был заместителем командира по артиллерии 61-го гвардейского стрелкового полка. Особо отличился в боях по уничтожению вражеской группировки в Восточной Пруссии.
13-16 апреля 1945 года в боях по уничтожению Земландской группировки противника в районе местечек Косненен и Гайдау гвардии капитан Тараканов умело организовал действия артиллерии, проявив личное мужество и отвагу.
В сражении за опорный пункт противника в районе посёлка Гайдау организовал засылку десанта пехоты в тыл врага на самоходных орудиях. Первым с группой солдат ворвался в расположение противника. В навязанном фашистам ближнем бою было истреблено до 100 и взято в плен 76 противников. Когда, подтянув резервы, немцы попытались вернуть утраченные позиции, Тараканов встретил их хорошо организованным артиллерийским огнём и отбросил назад. В бою были использованы немецкие пушки, захваченные перед этим. Был контужен, но продолжал руководить боем. Когда в одном из расчётов ранило наводчика, офицер сам встал на его место и метким выстрелом уничтожил вражеское орудие.
Указом Президиума Верховного Совета СССР от 29 июня 1945 года за образцовое выполнение боевых заданий командования и проявленные при этом мужество и героизм гвардии капитану Тараканову Николаю Сергеевичу присвоено звание Героя Советского Союза с вручением ордена Ленина и медали «Золотая Звезда».
После разгрома Германии участвовал в боях с японскими империалистами, войну закончил в Порт-Артуре. После Победы продолжил службу в армии. В 1946 году окончил курсы усовершенствования офицерского состава. В августе 1960 года полковник Тараканов уволен в запас.
Жил в городе Горьком. До выхода на пенсию работал на нефтебазе. Скончался 13 ноября 1993 года. Похоронен в Нижнем Новгороде на Бугровском кладбище.
Награждён орденом Ленина, двумя орденами Красного Знамени, тремя орденами Отечественной войны 1-й степени, орденом Отечественной войны 2-й степени, двумя орденами Красной Звезды, медалями, в том числе «За боевые заслуги».